# Ryszard Jedliński
Ryszard Grzegorz Jedliński (Płock, Polonia; 9 de septiembre de 1953 - 17 de septiembre de 2023) fue un balonmanista polaco que jugó en la posición de pívot.

## Carrera

### Club
| Periodo   | Club             |
| --------- | ---------------- |
| 1966-1972 | SPR Wisła Płock  |
| 1972-1982 | AZS-AWF Warszawa |

### Selección nacional
Jugó para Polonia en 85 ocasiones de 1969 a 1982 y anotó 125 goles; fue tercer lugar en el mundial en 1982 en Alemania Federal y participó en los Juegos Olímpicos de Moscú 1980.